# 10139 Ronsard
10139 Ronsard eller 1993 ST4 är en asteroid i huvudbältet som upptäcktes den 19 september 1993 av den belgiske astronomen Eric W. Elst vid CERGA-observatoriet. Den är uppkallad efter den franske poeten Pierre de Ronsard.
Asteroiden har en diameter på ungefär 4 kilometer.